# Joe Quesada
Joseph 'Joe' Quesada (New York, 1 december 1962) is een Amerikaans tekenaar en schrijver van comicverhalen. Hij was van 2000 tot en met 2011 hoofdredacteur van Marvel Comics.

## Biografisch
Quesada is van Cubaanse afkomst. Hij studeerde in 1984 af aan de School of Visual Arts in Manhattan. Zijn eerste gepubliceerde tekenwerk verscheen bij de (inmiddels ter ziele gegane) uitgeverij Valiant Comics. Hij werkte daar onder meer aan Ninjak en X-O Manowar.
Quesada begon in 1994 zijn eigen uitgeverij, Event Comics. Daar maakte hij samen met schrijver Jimmy Palmiotti onder meer de serie Ash, over een brandweerman met bovennatuurlijke gaven. Event Comics werd in 1998 ingehuurd door Marvel Comics om een reeks titels te maken onder de imprint Marvel Knights. Quesada nam hiervoor onder meer een reeks schrijvers en tekenaars mee naar Marvel die met name independent comics maakten, zoals David Mack en Brian Michael Bendis. Hij contracteerde filmregisseur Kevin Smith als schrijver voor een Marvel Knights-serie over Daredevil. Hiervoor verzorgde Quesada zelf het tekenwerk.
Met de start van Marvel Knights hield Event Comics op te bestaan. Toen Bob Harras in 2000 vertrok als editor in chief van Marvel Comics, volgde Quesada hem op. Dit bleef hij tot 2011. In zijn tijd als hoofd van Marvel richtte hij drie imprints op, Marvel Knights (voor op zichzelf staande verhalen), MAX (bedoeld voor volwassen lezers) en Ultimate Marvel, met daarin bekende personages binnen een alternatief universum dat het voor nieuwe lezers laagdrempeliger moest maken om in te stappen.
- Biblioteca Nacional de España: XX1689810
- Bibliothèque nationale de France: cb129513065 (data)
- Catàleg d'autoritats de noms i títols de Catalunya: 981058581212806706
- Gemeinsame Normdatei: 1175484504
- International Standard Name Identifier: 0000 0001 1668 9728
- Library of Congress Control Number: n97124368
- Bibliotheek van het Japanse parlement: 001109284
- Nationale Bibliotheek van Tsjechië: xx0208594
- Nationale bibliotheek van Australië: 40684242
- Nationale Bibliotheek van Israël: 987012500599005171
- Nationale Bibliotheek van Polen: a0000001749429
- Nederlandse Thesaurus van Auteursnamen: 400963183
- Réseau des bibliothèques de Suisse occidentale: 02-A011322418
- SNAC: w67d51pd
- Système universitaire de documentation: 057010102
- Virtual International Authority File: 71523012
- WorldCat: E39PBJxmGrwphG8kdDjmBKK68C

1. ↑  http://icv2.com/articles/comics/view/29910/marvel-announces-star-wars-kanan-the-last-padawan.
2. ↑  http://www.comicvine.com/joe-quesada/4040-1537/news/.
3. ↑  http://www.itsadansworld.net/2009_09_01_archive.html.